# Pansofisme
Pansofisme, in ouder gebruik vaak pansophie, is een concept in het onderwijssysteem voorgesteld door Comenius, een Tsjechische opvoeder. "[Comenius's] tweede grote interesse was het bevorderen van de Baconische wens om alle menselijke kennis te organiseren. Hij werd een van de leiders in de encyclopedische of pansofische beweging van de zeventiende eeuw". 

## Pansofische principe
Het pansofische principe is een van de belangrijke principes van Comenius : dat alles aan iedereen moet worden onderwezen, als leidende basis voor onderwijs, zoiets als universeel onderwijs ( Characteristica universalis ). 
Pansofisme was een term die algemeen door Comenius werd gebruikt om zijn pedagogische filosofie te beschrijven. Zijn boek Pansophiae prodromus (1639) werd met medewerking van Samuel Hartlib in Londen gepubliceerd. Het werd gevolgd door Pansophiae diatyposis . Pansofie in wordt gedefinieerd als 'volledig volwassen begrip van de goddelijke orde der dingen'.  Hij wilde een Pansofisch College oprichten, een voorloper van latere academische instituten  Zijn ideeën hiervoor schreef hij in een traktaat Via lucis, geschreven in 1641/2 in Londen; hij moest vertrekken omdat de Engelse Burgeroorlog uitbrak en dit werk werd uiteindelijk in 1668 gedrukt in Amsterdam. 
De term was niet origineel, aangezien hij werd toegepast door Bartolomeo Barbaro van Padua in zijn De omni scibili libri quadraginta: seu Prodromus pansophiae, uit het midden van de zestiende eeuw. 

## Pansofische Vrijmetselarij
Een groep binnen de Vrijmetselarij wordt Pansofische Vrijmetselarij genoemd. 